# 구글 차이나
구글 차이나(Google China) 또는 구거(谷歌)는 구글의 중국 자회사이며, 세계 최대의 인터넷 검색 엔진 기업이다. 구글 차이나는 중화인민공화국에서 바이두에 이어 2위의 검색 엔진으로 되어 있다.

## 역사
구글 차이나는 마이크로소프트의 전 임원이자 1998년 마이크로소프트 리서치 아시아의 설립자인 리카이푸가 2005년에 처음 설립하였다. 마이크로소프트는 이직을 이유로 구글과 리카이푸를 고소하였으나 비밀적인 합의에 이르렀다. 구글의 베이징 소재 사무소는 초기에는 NCI 타워에 위치하였다.
2005년에 중국어 인터페이스는 google.com 웹사이트에 맞추어 개발되었다. 2006년 1월에 구글은 중국 정부의 검열에 종속된 결과물을 보여주는 중국 소재 google.cn 검색 페이지를 시작하였다.
2010년 6월 30일에 구글은 구글 차이나를 구글 홍콩으로 자동 연결시켰다. 하지만 2018년 1월부터는 재개한다는 발표한다고 2020년까지 공식을 연다고 발표했다.

## 같이 보기
- 구글에 의한 검열
- 드래건플라이 (검색 엔진)
- 중화인민공화국의 인터넷 검열